# Malevil
Malevil è un film del 1981 diretto da Christian de Chalonge.
Il film è un adattamento del romanzo omonimo di fantascienza postapocalittica del 1972 dello scrittore francese Robert Merle.

## Trama
Malevil è un villaggio sperduto nel sud della Francia, dove vive gente atavicamente legata al proprio pezzettino di terra. Un giorno viene colpito da una esplosione atomica, ogni cosa è distrutta e inquinata dalle radiazioni. Tra gli oggetti va in frantumi anche una radio, che era l'unico collegamento con il resto del mondo. Lo sparuto gruppetto di abitanti è così condannato a restare isolato e a vivere di ciò che la terra e i pochi animali rimasti offrono loro. Credono di essere le sole persone scampate al disastro, ma poi scoprono che intorno a loro ci sono altri sopravvissuti, spinti dalla necessità a rubare il loro grano. Sono guidati da un "direttore" tirannico e crudele, che si trova costretto a venire a un accordo con la gente di Malevil. Ma la lotta per la sopravvivenza sembra essere la compagna fedele dell'uomo: l'accordo non viene rispettato e i due gruppi di sopravvissuti iniziano ad uccidersi l'uno con l'altro.